# 保戸野中町
保戸野中町（ほどのなかちょう）は秋田県秋田市にある町。郵便番号は010-0905。住居表示実施済み地区。
本項では、保戸野中町の前身であり1966年（昭和41年）4月1日に廃止された（旧）保戸野中町・保戸野新橋町（ほどのしんばしまち）・保戸野川反町（ほどのかわばたまち）・保戸野川反後町（ほどのかわばたうしろまち）についても記述する。

## 地理
秋田市の中央部、保戸野地域の中では南部に位置する。東を旭川、西を秋田県道233号土崎港秋田線とその延長の秋田市道（合わせて通称「菊谷小路」）に挟まれた三角形の町域である。全域が古くからの住宅地だが、1945年（昭和20年）に菊谷小路が拡幅された際に沿道の古民家は一掃されてしまった。
南は保戸野通町、西は保戸野すわ町、北西は保戸野原の町、北は保戸野八丁、東は千秋矢留町に隣接する。

### 河川
- 旭川

## 歴史
久保田城下で高禄の家臣が置かれた保戸野中町と、中級家臣が置かれた保戸野川反町・保戸野川反後町、小人屋敷が置かれた保戸野新橋町、ほか保戸野本町や保戸野表諏訪町などの一部を前身とする。
（旧）保戸野中町は、現在の相沢整形外科医院の通りと秋田聖救主教会聖堂の通りの食い違う2町に跨り、南半分は六郷町とも呼ばれた。『梅津政景日記』元和5年1月2日（1619年2月16日）の条に六郷町への屋敷割付が記録されており、これは領内各所へ派遣していた家臣を一国一城令によって城下へ集住させた際に六郷の家臣を当地へ住まわせたことを意味する。『徳政夜話』に「六郷より御家中帰候て被差置候故、保戸野中町の内俗に六郷町と云」とあり、明治初年までは保戸野中町・六郷町どちらも使われたが、明治5年の大区小区制で保戸野中町に統一された。
保戸野新橋町は保戸野中町から北へ連続する町で、名の通り北端で保戸野新橋に繋がる。御小人役所が置かれており、公事訴訟の下調べや犯罪の捜査など今日の警察に相当する公務を担っていた。
保戸野川反町は旭川沿いの片側町で、藩政期には南側の上丁・北側の下丁に分かれていた。上丁の西隣が保戸野川反後町で、藩政期には白銀町（しろがねまち）とも呼ばれた。

### 沿革
- 1874年（明治7年） - 保戸野愛宕町の愛宕学校が保戸野中町へ移転する[3][7]。
- 1876年（明治9年） - 愛宕学校と鷹匠町の公立西郭学校が合併し、保戸野小学校となる[3][7]。
- 1880年（明治13年） - 保戸野表鉄砲町の鉄街学校が保戸野小学校に合併される[7][8]。
- 1888年（明治21年）6月 - 保戸野小学校が保戸野諏訪町へ移転する[7]。
- 1895年（明治28年） - 保戸野中町に私立福田小学校が設立される[3][9]。
- 明治末期 - 保戸野愛宕町の秋田聖救主教会が保戸野中町へ移転する[10]。
- 1966年（昭和41年）4月1日 - 住居表示実施に伴い、保戸野中町・保戸野新橋町・保戸野川反町・保戸野川反後町などが廃止され、保戸野中町が設置される。

### 町名の変遷
以下はすべて住居表示実施に伴う変更。
| 実施前           | 実施年月日     | 実施後                                    |
| ---------------- | -------------- | ----------------------------------------- |
| 保戸野川反後町   | 昭和41年4月1日 | （新）保戸野中町（一部） ほどのなかちょう |
| 保戸野川反町     | 昭和41年4月1日 | （新）保戸野中町（一部） ほどのなかちょう |
| 保戸野新橋町     | 昭和41年4月1日 | （新）保戸野中町（一部） ほどのなかちょう |
| （旧）保戸野中町 | 昭和41年4月1日 | （新）保戸野中町（一部） ほどのなかちょう |

| 実施後           | 実施年月日     | 実施前                                                      |
| ---------------- | -------------- | ----------------------------------------------------------- |
| （新）保戸野中町 | 昭和41年4月1日 | 保戸野愛宕町（一部） ほどのあたごまち                       |
| （新）保戸野中町 | 昭和41年4月1日 | 保戸野表諏訪町上丁（一部） ほどのおもてすわちょうかみちょう |
| （新）保戸野中町 | 昭和41年4月1日 | 保戸野表諏訪町下丁（一部） ほどのおもてすわちょうしもちょう |
| （新）保戸野中町 | 昭和41年4月1日 | 保戸野川反後町 ほどのかわばたうしろまち                     |
| （新）保戸野中町 | 昭和41年4月1日 | 保戸野川反町 ほどのかわばたまち                             |
| （新）保戸野中町 | 昭和41年4月1日 | 保戸野新橋町 ほどのしんばしまち                             |
| （新）保戸野中町 | 昭和41年4月1日 | （旧）保戸野中町 ほどのなかちょう                           |
| （新）保戸野中町 | 昭和41年4月1日 | 保戸野本町（一部） ほどのほんちょう                         |

## 世帯数と人口
2016年（平成28年）10月1日現在の世帯数と人口は以下の通りである。
| 町丁       | 世帯数  | 人口  |
| ---------- | ------- | ----- |
| 保戸野中町 | 272世帯 | 556人 |

## 交通

### 鉄道
町内に鉄道路線はない。最寄り駅は中通七丁目にあるJR東日本奥羽本線・羽越本線・秋田新幹線の秋田駅。

### バス
- 秋田中央交通
  - （14 千秋トンネルノースアジア大学線） - すわ町 -
  - （29 楢山大回り線） - すわ町 - 原の町 -
  - （40 泉山王環状線） - すわ町 -
  - （46 神田旭野線） - すわ町 -
  - （48 神田土崎線） - すわ町 -
  - （49 添川線） - すわ町 -

### 道路
- 秋田県道233号土崎港秋田線（菊谷小路）
- 千秋トンネル通り
- 保戸野中町通り
- 保戸野川反橋
- 鷹匠橋
- 保戸野新橋

## 施設
- 秋田聖救主教会聖堂 - 秋田市指定文化財（建造物）、1990年（平成2年）4月10日指定
- 秋田聖使幼稚園
- 保戸野地区コミュニティセンター
- いなみ小児科ファミリークリニック（外科内科部門は、旧・稲見外科内科医院を継承）
- 相沢整形外科医院
- 石田内科医院
- 小川歯科
- 岩渕内科胃腸科クリニック
- 旅館静観荘
- 秋田魁新報秋田北販売所

## 出身・ゆかりのある人物
- 5代目辻兵吉（辻兵系列の企業グループ総帥、秋田商工会議所会頭）